# Carripilún
Carripilún, a veces mencionado como Curripilún o Carripilum, fue un cacique principal –en su idioma, un lonco– de los ranqueles, que ocupaban sin interferencias de los blancos el centro de la actual Argentina, con límites aproximadamente coincidentes con la actual provincia de La Pampa.
Sus antepasados eran puelches, y había nacido en Guaylí, un paraje cercano a Limay Mahuida, sobre el curso del río Salado o Curacó. Otras fuentes afirman que nació en el País de las Manzanas, en el sur del Neuquén, antes de pasar al país de los caldenes y los algarrobos; en tal caso, habría sido tehuelche.
Parece haber participado de la sublevación general de indígenas «araucanos» de 1769, y desde la firma del tratado de paz que terminó con el alzamiento, colaboró en lo que pudo con los españoles; por ejemplo, debió permitir el paso de las caravanas de carretas que anualmente iban hasta las Salinas Grandes, inclusive cuando iban dirigidas por Manuel Pinazo, que había sido un feroz enemigo y le había matado varios parientes. Recibió e incorporó al pueblo ranquel a varias oleadas de pehuenches, que se incorporaron a la nación ranquel. Con el paso del tiempo, sus tolderías y sus seguidores fueron en aumento, y llegó a lanzar un malón que llegó a unas pocas leguas de Mendoza.
Años después decidió mantenerse en paz con las autoridades de Mendoza y Córdoba, firmó al menos dos tratados de paz y llegó a diversos acuerdos con los virreyes Avilés y Sobremonte. Al parecer fue Carripilún quien llevó a los ranqueles a su máximo poderío, y lo usó para permanecer en paz con los blancos. Cuando se produjo la primera invasión inglesa, ofreció al virrey tres mil indios «de lanza» para que colaborasen en la defensa contra los británicos.
Era el cacique máximo –el toqui– de gran número de ranqueles, y se lo recordaba en cada ocasión a sus interlocutores españoles; Liniers lo hizo llamar «cacique gobernador y principal caudillo de la nación ranquelche», respaldando esos títulos con un uniforme de oficial del ejército español. Su rival interno era Yanquetruz, con quien después estuvo aliado gran parte de su vida, y heredó el mando de sus hombres a su muerte. A mediados de los años 1990 envió a su secretario a Buenos Aires, para firmar un tratado de paz, y al menos una vez viajó él mismo a Buenos Aires, donde parlamentó personalmente con el cabildo de la ciudad, que le concedió el privilegio de llegarse hasta Buenos Aires cuando quisiera, y entrar en la ciudad.
Durante la guerra de independencia, los ranqueles y pehuenches tomaron partido por el bando patriota, especialmente a favor del general José de San Martín; el propio Carripilún atacó las tolderías de los indígenas que colaboraban con el bando realista. A principios de 1819 fue tomado prisionero por una parcialidad de los ranqueles mucho más pequeña que la suya; pero fue liberado a pedido del gobierno rioplatense. Participó de un parlamento de muchas tribus indígenas con el coronel Feliciano Antonio Chiclana, quien informó de sus planes para enfrentar a los realistas chilenos en caso de que huyeran al este de los Andes, y dejó entrever que pensaba adelantar la línea de fortines hacia el interior del territorio indígena. En ese momento, Carripilún lo interrumpió y le explicó que eso no sería jamás aceptado, que se había acordado que la línea de fortines estuviese varias leguas más allá del río Salado, en dirección de Buenos Aires.
Sintiéndose enfermo, se dirigió a un fuerte cerca de Río Cuarto, para que los blancos le entregasen algunas medicinas. Sin haber llegado a su destino, murió el 13 de marzo de 1820.